# Vlčkovice (Neustupov)
Vlčkovice (Duits: Wiltschkowitz of Wiltschkowitz in Böhmen) is een Tsjechische plaats in de gemeente Neustupov, regio Midden-Bohemen, en maakt deel uit van het district Benešov. Het dorp ligt op 2 kilometer afstand van Neustupov en pal naast Broumovice.
Vlčkovice telt 33 inwoners (2021).

## Geschiedenis
De eerste schriftelijke vermelding van het dorp dateert van 1378.
In 1960 werd Vlčkovice ondergebracht bij het district Benešov.

## Cultuur en evenementen

### Vlčkovicefest
Vlčkovicefest is een jaarlijks liefdadigheidsfestival, waar artiesten spelen die meerdere genres vertegenwoordigen. Naast muziek kunnen bezoekers ook filmvertoningen bijwonen en discussies met filmregisseurs aangaan. Verder zijn er diverse wedstrijden, workshops en een voetbaltoernooi. De eerste en tweede editie van het festival werden in 2005 en 2006 gehouden, toen nog door burgervereniging Podblanicko. Sinds 2007 wordt het georganiseerd door de oprichters van de non-profitorganisatie Statek Vlčkovice. Het festival vindt plaats op het terrein van een voormalige schapenstal, die als cultureel monument is aangewezen. Sedert 2011 wordt ook het Winter Vlčkovicefest georganiseerd, maar dan in clubs in Praag.

## Verkeer en vervoer

### Autowegen
Er leidt een regionale weg naar het dorp.

### Spoorlijnen
Er is geen station in Vlčkovice. Het dichtstbijzijnde station is in Votice, op zo'n acht kilometer afstand. Dat station ligt aan spoorlijn 220 van Praag naar Tábor.

### Buslijnen
Er is één bushalte bij het dorp:
| Halte                | Lijn(en) | Traject(en)     | Vervoerder(s) |
| -------------------- | -------- | --------------- | ------------- |
| Neustupov, Vlčkovice | 532      | Jankov - Votice | CŠAD Benešov  |

## Bezienswaardigheden

### Kasteel
Kasteel Vlčkovice dateert van de veertiende eeuw en was van oorsprong gotisch, en omgeven door een gracht met wal, die thans grotendeels uit het zicht onttrokken zijn. De familie van de stichter van de burcht, Vlček, bezat die tot 1588. Daarna wisselde de burcht van eigenaar: in 1595 kreeg Kašpar Kaplíř z Sulevice hem in handen, die in 1621 werd geëxecuteerd op het Oude Stadsplein in Praag. Waarschijnlijk werd onder bestuur van Josef von Pötting, die Vlčkovice in 1759 aankocht, overgegaan tot een grootscheepse verbouwing , waardoor een tweede vleugel, vierkante toren en kapel werden bijgebouwd, en een mansardedak werd toegevoegd. Gedurende de eerste helft van de negentiende eeuw werden verdere, classicistische aanpassingen verricht.
Het kasteelcomplex omvat naast het kasteel zelf nog een grote binnenplaats, schaapskooi en park met vijver. Aan het begin van de 21e eeuw verkeerde het kasteel in vervallen staat en stond het geregistreerd op de lijst met bedreigde monumenten.

### Overige bezienswaardigheden
- Dorpskapel

## Galerij

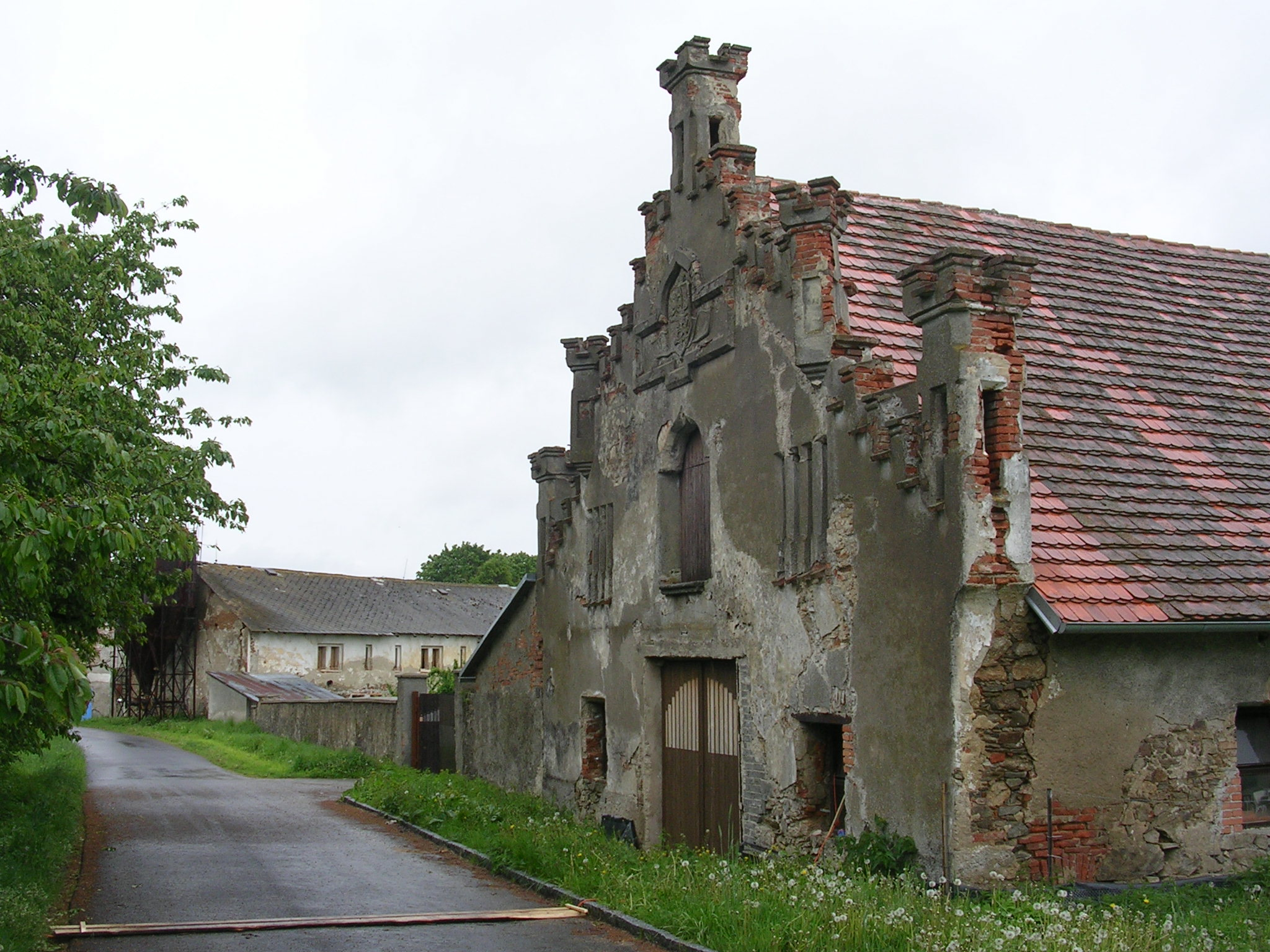
Kasteel Vlčkovice (2009)
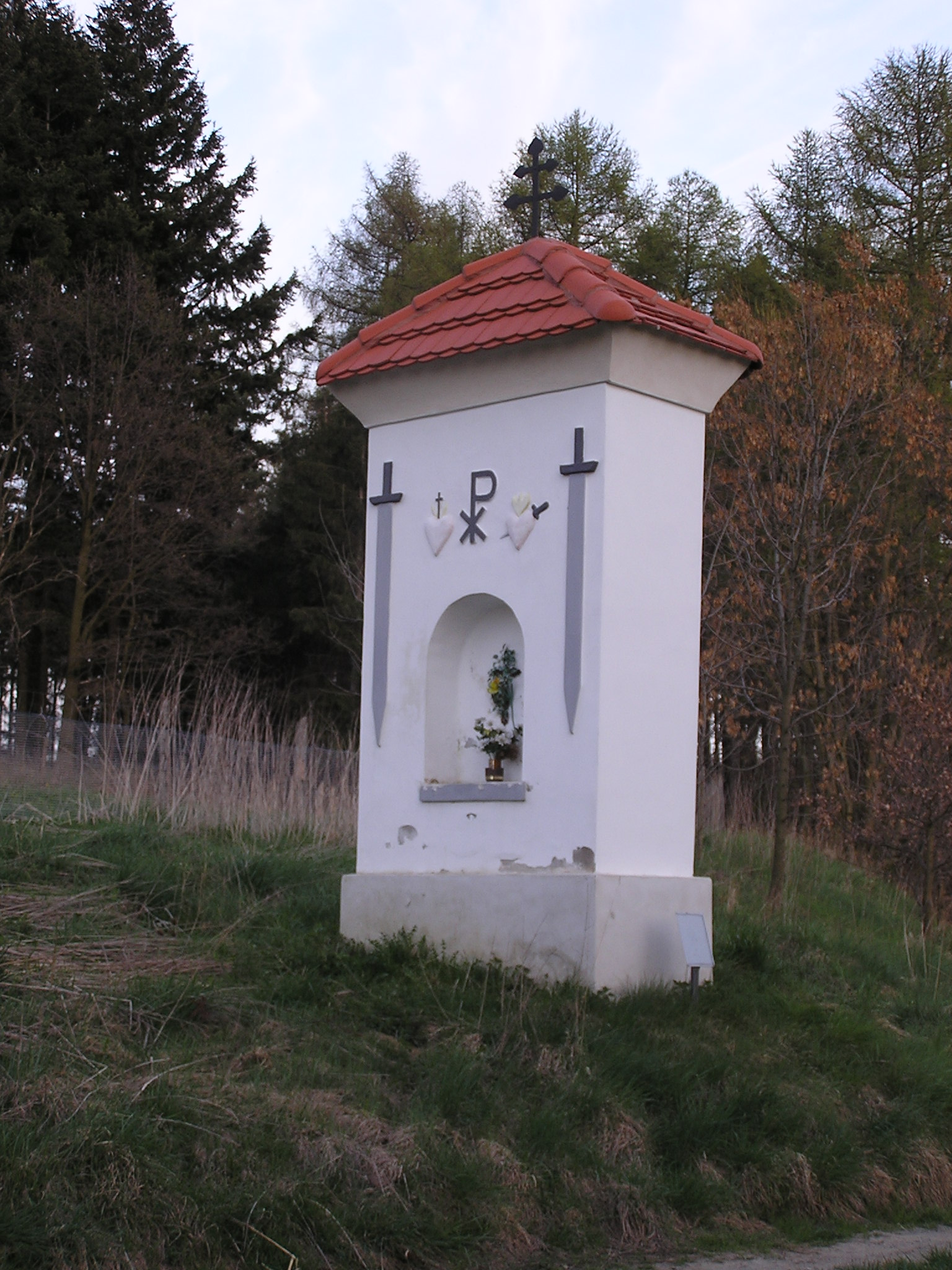
Dorpskapel (2009)